# HMS Indefatigable (1909)
Pour les autres navires du même nom, voir HMS Indefatigable.
Le HMS Indefatigable est un croiseur de bataille de la Royal Navy et le navire de tête de sa classe. Participant à la Première Guerre mondiale, il est coulé à la bataille du Jutland.

## Conception
Le 1908 Programme prévoit la construction d'un croiseur de bataille équivalent au HMS Neptune, mais au lieu de pallier les faiblesses de la classe Invincible, les navires de la classe Indefatigable sont finalement une copie de ceux-ci. Les caractéristiques dévoilées à l'époque sont exagérées par rapport à la réalité, peut-être en partie à cause de « fuites officielles » orchestrées par l'amiral Fisher. En réalité, l'Indefatigable n'est qu'une copie des Invincible, mais rallongée afin de permettre aux tourelles centrales P et Q de tirer sur les côtés. Sa puissance de 43 000 chevaux, fournie par 32 chaudières Babcock & Wilcox alimentant 4 turbines Parsons, lui permet tout juste d'atteindre une vitesse convenable pour son rang ; lors des essais le navire atteint à peine les 25 nœuds (46 km/h). Il enregistre tout de même 26,89 nœuds (49,8 km/h) en poussant les machines à 55 000 chevaux, alors que ses deux sister-ships dépassent eux les 26 nœuds (48 km/h) en régime normal. Pouvant emporter jusqu'à 3 340 tonnes de charbon et 870 tonnes de fioul, le navire peut parcourir 6 330 milles marins (11 700 km) à une vitesse de 10 nœuds (19 km/h).
Lors de sa sortie du chantier, l'Indefatigable est armé de 8 canons de 12 pouces BL Mk X répartis en 4 tourelles doubles, de 16 canons de 4 pouces BL Mk VII et de 3 tubes lance-torpilles de 450 mm. En mars 1915, un canon antiaérien de 3 pouces QF 20 cwt est installé. Le tube lance-torpilles de poupe est quant à lui retiré en 1915.

## Histoire
La construction de l'Indefatigable débute le 23 février 1909. Le navire est lancé le 28 octobre 1909 avant d'être armé en avril 1911 et de rejoindre la 1re escadre de croiseurs de bataille. En décembre 1913 il est transféré dans la 2e escadre de croiseurs de bataille (en) de la Mediterranean Fleet. Il participe alors à la poursuite du Goeben et du Breslau en août 1914, en compagnie de l'Indomitable. Le croiseur de bataille devient le navire amiral de l'amiral Carden jusqu'en janvier 1915, date à laquelle il est remplacé par l'Inflexible. Après avoir subi des réparations à Malte, le navire rejoint la 2e escadre.
Le 31 mai 1916, l'Indefatigable prend part à la bataille du Jutland. Sous le feu roulant du SMS Von der Tann, il encaisse plusieurs obus de 280 mm ; trois d'entre eux, atterrissant vers l'arrière du navire, le font ralentir et s'éloigner de la ligne des croiseurs de bataille. Deux nouveaux obus touchent alors le navire britannique : l'un au niveau de la superstructure avant, l'autre de la tourelle avant ; les deux explosent à l'impact. Une trentaine de secondes plus tard, le navire commence à se désintégrer et explose ; il chavire alors lentement, continuant sa course et s'enfonçant dans la mer. Sur les 1 017 membres de l'équipage, seuls deux en réchappent, récupérés une heure plus tard par un destroyer allemand.